# Saint-Martin-aux-Champs
Saint-Martin-aux-Champs  là một xã thuộc tỉnh Marne trong vùng Grand Est đông nam nước Pháp. Xã này nằm ở khu vực có độ cao trung bình 92 mét trên mực nước biển.